# LCM-1E
Gli LCM-1E sono una classe mezzi da sbarco del tipo Landing Craft, Mechanized (LCM) prodotti dall'azienda spagnola Navantia, nel cantiere navale di San Fernando.
La Navantia ha consegnato, tra il 2001 e il 2008, 14 LCM-1E all'Armada Española: 2 prototipi (L-601 e L-602) e 12 unità di serie (L-603~L-614); in seguito i due prototipi sono stati dismessi e venduti per essere demoliti nel 2015. Nell'Armada Española gli LCM-1E sostituiscono gli LCM-8 di origine statunitense e sono impiegati nella Juan Carlos I e nelle due navi della classe Galicia.
Rispetto ai precedenti LCM-8, gli LCM-1E sono di tipo Ro-Ro e posso operare anche Over the Horizon (OTH).
A seguito dell'acquisizione da parte della Royal Australian Navy delle due LHD della classe Canberra (prodotta da Navantia), 12 unità di questo tipo sono state consegnate alla RAN (L4401~L44012) tra il 2014 e il 2015. Nella RAN, la denominazione di questi mezzi è: LHD Landing Craft (LLC).
La Türk Deniz Kuvvetleri, nel 2013, ha selezionato Navantia per la realizzazione della TCG Anadolu (L-408) e di 4 LCM-1E.

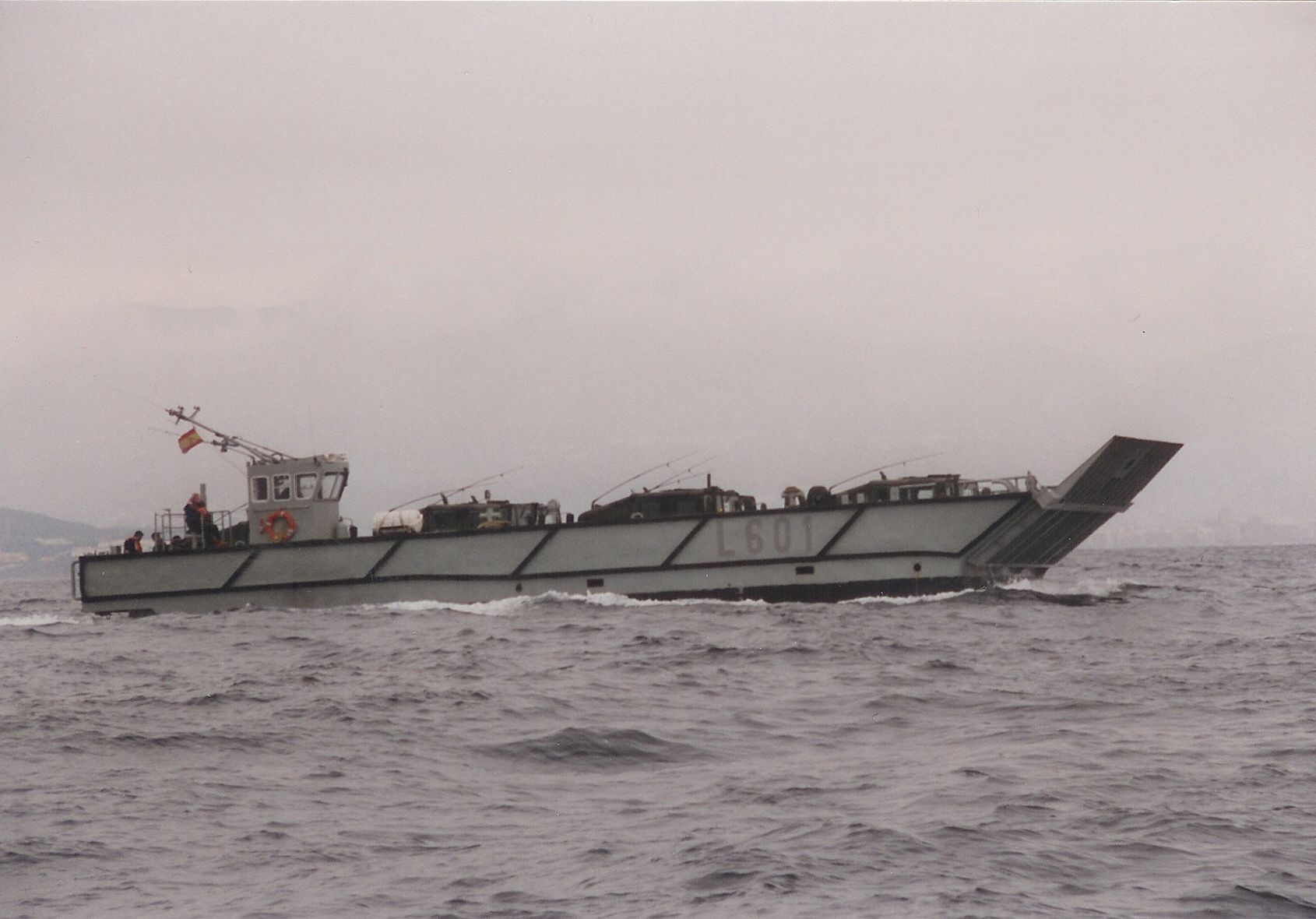
LCM-1E L-601
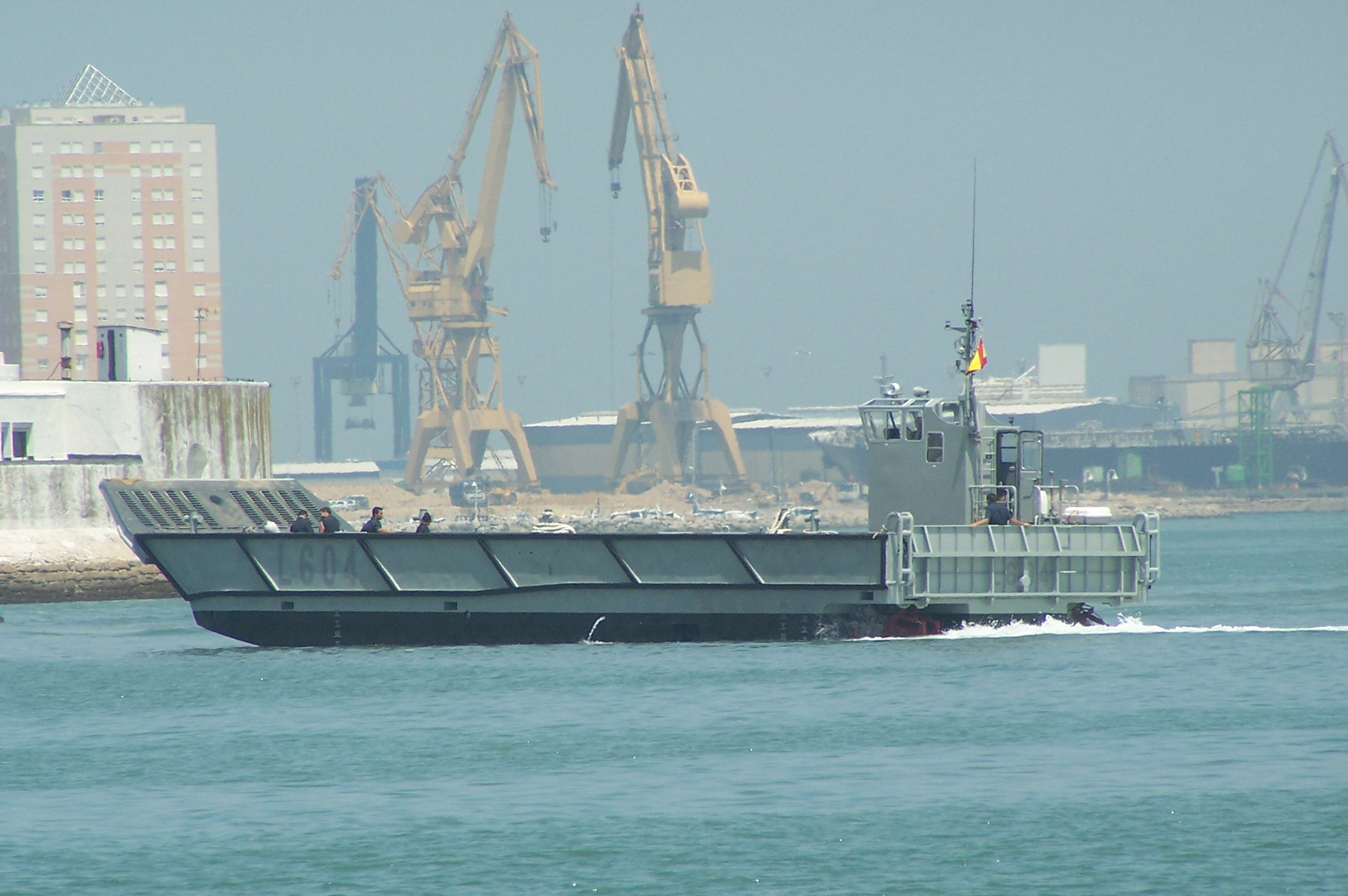
LCM-1E L-604
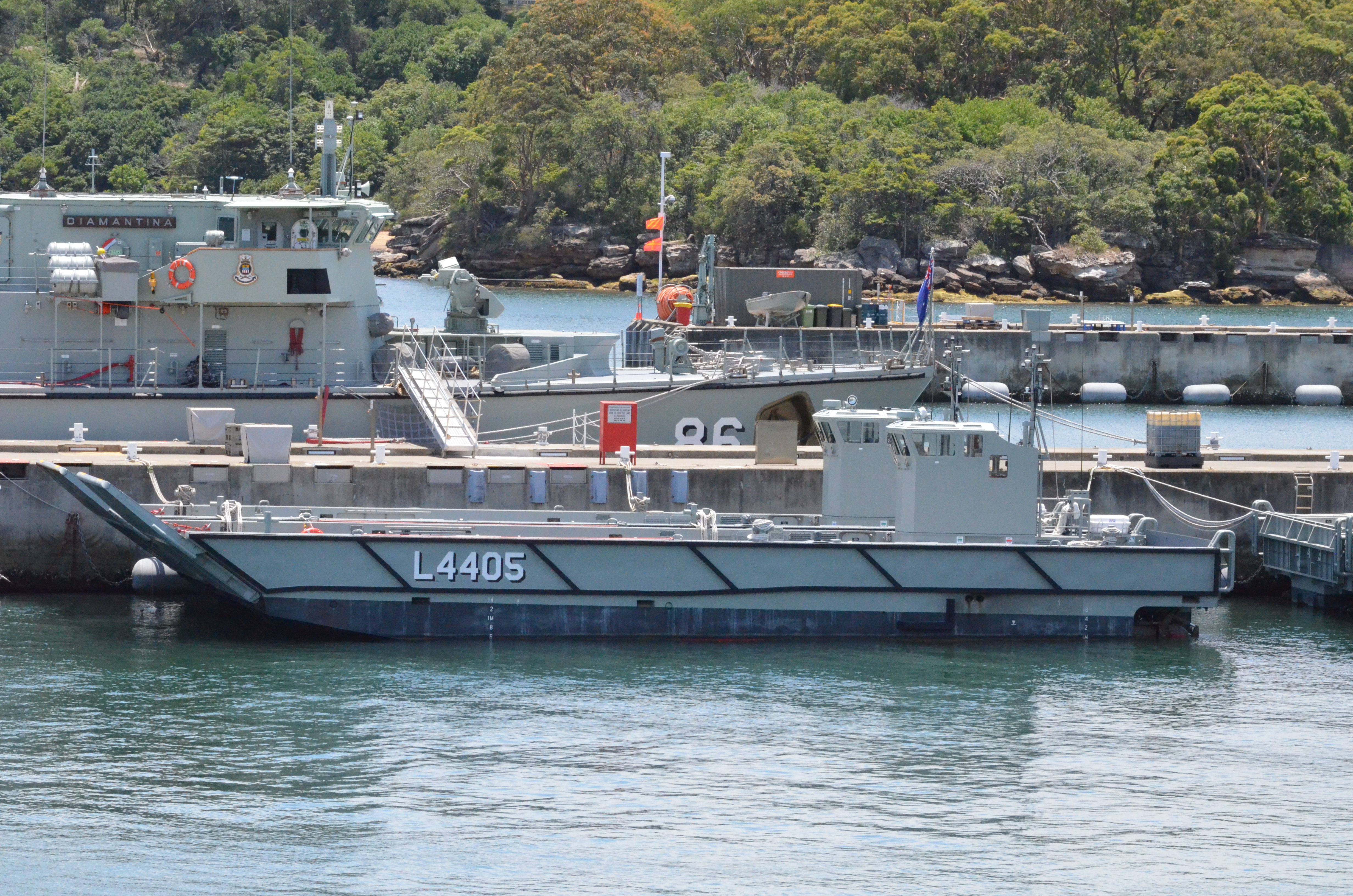
LCC L4405
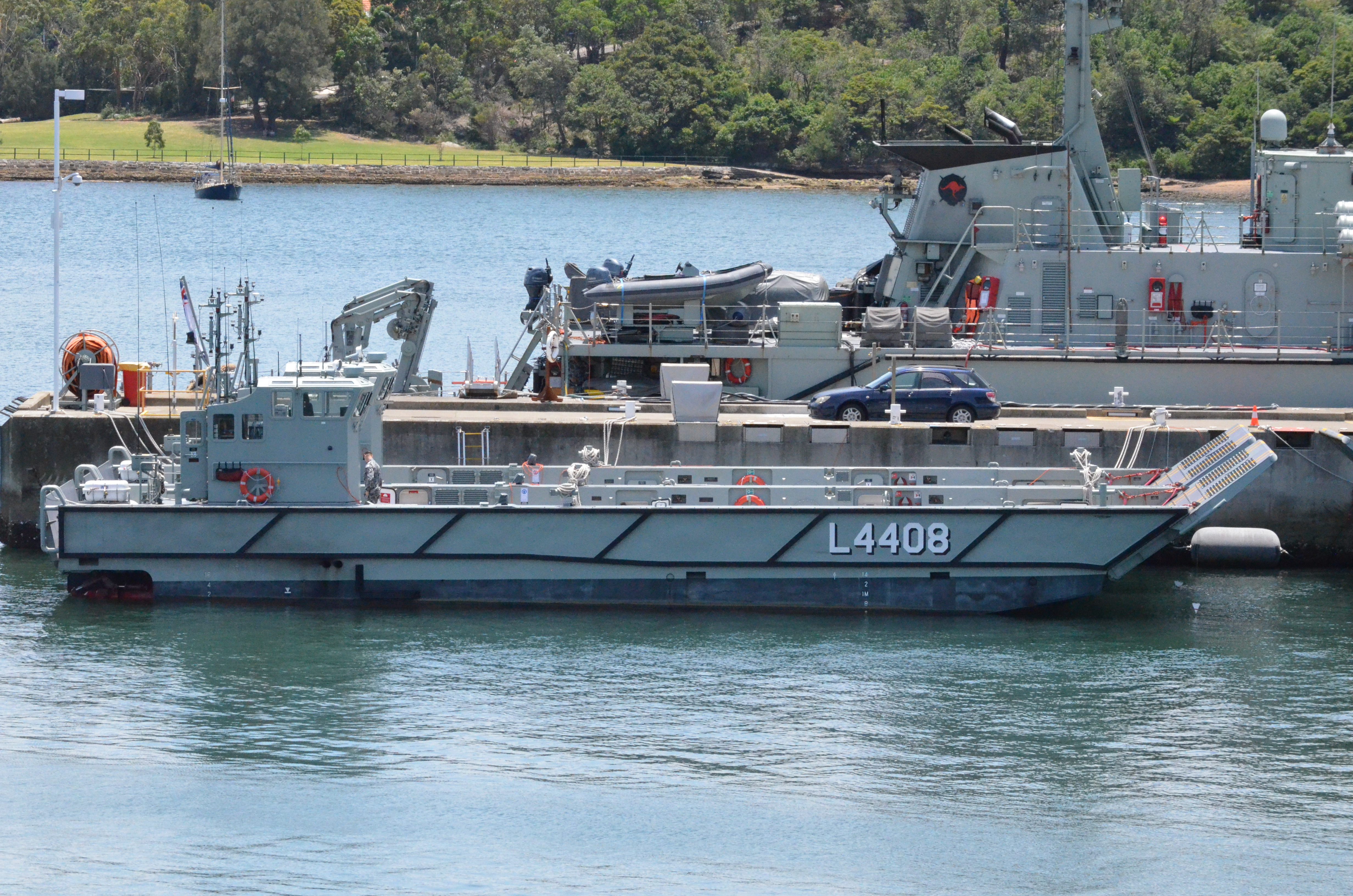
LCC L4408